# Christiane Kubrick
Christiane Kubrick (* 10. Mai 1932 in Braunschweig als Christiane Susanne Harlan) ist eine deutsche Malerin, Schauspielerin und Witwe des Regisseurs Stanley Kubrick.

## Leben
Christiane Kubrick entstammt der deutschen Künstlerfamilie Harlan, sie ist die Tochter der Opernsänger Fritz Moritz Harlan (1901–1970) und Ingeborg Harlan (geborene de Freitas). Ihr Onkel ist der deutsche Regisseur Veit Harlan. 1952 heiratete sie in erster Ehe den Schauspieler Werner Bruhns. Die gemeinsame Tochter Katharina (* 1953) wurde ebenfalls Schauspielerin.
Nach einer Tanz- und Schauspielausbildung sowie Kunststudien in Los Angeles, New York und London wurde sie unter ihrem Künstlernamen Susanne Christian 1955 zunächst für Nebenrollen in drei deutschen Filmproduktionen besetzt. Durch ihre Rolle als deutsche Sängerin in der berühmten Schlussszene in Stanley Kubricks Film Wege zum Ruhm wurde sie erstmals internationalem Publikum bekannt.
Während der Dreharbeiten verliebten sich die Schauspielerin und Regisseur Kubrick. Sie ließ sich von Werner Bruhns scheiden und heiratete Kubrick 1957. Mit ihm bekam sie die Töchter Anya (1959–2009) und Vivian (* 1960).
Die Hochzeit mit Stanley Kubrick markierte faktisch weitestgehend das Ende ihrer schauspielerischen Karriere. Künstlerisch war und ist sie allerdings weiter als Malerin tätig. Unter anderem hat sie Gemälde für die Filme A Clockwork Orange und Eyes Wide Shut beigesteuert. Nach dem Tod Stanley Kubricks im Jahr 1999 ist sie – gemeinsam mit ihrem Bruder Jan Harlan – als dessen Nachlassverwalterin tätig.
In der Filmdokumentation Stanley Kubrick – Ein Leben für den Film aus dem Jahr 2001 und der Mockumentary Kubrick, Nixon und der Mann im Mond aus dem Jahr 2002 wird Christiane Kubrick jeweils interviewt.

## Filmografie (Auswahl)
- 1955: Liebe ist ja nur ein Märchen
- 1955: Mit Rosen fängt die Liebe an
- 1957: Mazurka der Liebe
- 1957: Der Schallplattendieb (TV)
- 1957: Wege zum Ruhm (Paths of Glory, als Susanne Christian)
- 1999: Eyes Wide Shut (als Christiane Kubrick)